# 5 x Varför?
5 × Varför? (engelska 5 Whys) är en metod för rotfelsanalys som ofta används i kvalitetsteknik. 5 × Varför kan användas för sig eller mer systematiskt som en del av ett fiskbensdiagram.
Genom att fem gånger fråga efter varför ett fel har uppstått kan man hitta grundorsaken till felet. Genom att sedan eliminera grundorsaken hindrar man att felet återkommer. Att endast eliminera symptomet gör ofta att felet återkommer på samma eller liknande sätt. En viktig sak att hålla i tanken när man analyserar problemet är att "människor gör inte fel, det är processerna som är felaktiga" ("people do not fail, processes do"), eller med andra ord "sök vad som är fel – inte vem som gjort fel".

## Historik
Tekniken utvecklades ursprungligen av Sakichi Toyoda och användes inom Toyota Motor Corporation i utvecklingsinsatser av deras tillverkningsmetoder. Den är en viktig del av den utbildning i felsökning och problemlösning som ges till nya medarbetare i företaget. Arkitekten bakom "the Toyota Production System", Taiichi Ohno, beskrev metoden "5 varför" som "the basis of Toyota's scientific approach by repeating why five times".

## Exempel
Problem: Företaget har en hög andel missade leveranser av bakaxlar.  
1. Varför missade vi leveranserna av bakaxlar? Därför att svetsaren var sjukskriven.
2. Varför var svetsaren sjukskriven? Därför att han fått tennisarm.
3. Varför har svetsaren fått tennisarm? För att 50 % av bakaxlarna måste svetsjusteras.
4. Varför måste 50 % av bakaxlarna svetsjusteras? Därför att maskinen är feljusterad.
5. Varför är maskinen feljusterad? Arbetsinstruktionen är felaktig.

Slutsats: Förbättra arbetsinstruktionen.

## Nackdelar
5 × Varför? kan ge flera vägar som leder till flera olika grundorsaker. Olika personer kan finna olika svar på de fem varför-frågorna och komma till olika slutsatser. Mer avancerade metoder kan ange poängsättning som en metod för att skapa konsensus runt ett alternativ. 5 × Varför? är dock enkel, snabb och smidig i det vardagliga arbetet och med en gnutta sunt förnuft och god samarbetsvilja kan man nå ett konsensus om en grundorsak utan att ägna alltför mycket tid åt metodik och byråkrati.